# Hautasaari (ö i Nastola)
Hautasaari är en ö i Finland.  Ordet hautasaari åsyftar att ön har varit begravningsplats. Ön ligger i sjön Salajärvi och i kommunen Lahtis och landskapet  Päijänne-Tavastland. Öns area är 7,1 hektar och dess största längd är 0,6 kilometer i nord-sydlig riktning.